# Carlo Pedersoli Jr.
Carlo Pedersoli Jr. (født 8. juni 1993 i Miami, Florida i USA) er en italiensk MMA-udøver, der konkurrerer i welterweight-divisionen i Ultimate Fighting Championship (UFC). Han er i Danmark mest kendt for sin sejr mod  danske Nicolas Dalby i Cage Warriors den 28. april i 2018. 

## Baggrund
Pedersoli blev født i Miami, Florida, USA  og hans bedstefar er Bud Spencer (Carlo Pedersoli), en italiensk skuespiller, olympisk svømmer og professionel vandpolospiller.   Pedersoli begyndte at træne karate goju ryu og shotokan og bokse i en ung alder. I en alder af 16 prøvede han et par MMA-træningstimer i sin onkels garage og startede herefter til mma og krav maga-timer mens han begyndte at spille amerikansk fodbold i den romerske sportsklub Grizzleys, hvor han hjalp klubben med at vinde Rom-mesterskabet. Efter nogle få succeser i MMA-kampe besluttede han sig for at træne MMA på fuldtid og konkurrerede professionelt.  

## MMA-karriere

### Tidlig karriere
Pedersoli kæmpede på den europæiske scene i tre og et halvt år og opbyggede en rekordliste på 10-1, med syv sejre i træk - blandt andet en delt afgørelse sejr mod danske Nicolas Dalby i Cage Warriors i 2018, før han sluttede sig til UFC samme år. 

### Ultimate Fighting Championship
Pedersoli fik sin UFC-debut den 27. maj 2018, på UFC Fight Night: Thompson vs. Till mod Bradley Scott.  Han vandt kampen via delt afgørelse. 
Den 22. september 2018, som erstatning for Santiago Ponzinibbio, mødte Pedersoli overfor Alex Oliveira på UFC Fight Night: Santos vs. Anders.  Han tabte kampen via knockout i første omgang. 
Pedersoli mødte Dwight Grant den 23. februar 2019 på UFC Fight Night 145.  Han tabte kampen via teknisk knockout i første omgang. 

## Privatliv
Pedersoli studerede sportsvidenskab i Rom i Italien.  